# سيفار ميتال
سيفار ميتال (بالإنجليزية: Civar Metal)‏ وتعني سيفار للمعادن وهي شركة تعمل في مجال الإنشائات الهندسية، وقد تأسست سيفار ميتال للعمل في مجال تقطيع المعادن بالليزر وتشكيل المعادن وخدمات المصانع.

## البدايات
بدأ مؤسسا الشركة م. محمد عثمان بدر وم. سامح أبو الغيط في تأسيس الشركة منذ العام 2012 وكانت الشركة تعمل في مجال المقاولات العامة والإنشاءات وأعمال البناء.

## بداية سيفار ميتال
لفت نظر مؤسسا الشركة وجود عدد قليل من المصانع التي تعمل في مجال تقطيع المعادن باستخدام الليزر وتشكيل المعادن داخل جمهورية مصر العربية فقررا تأسيس شركة سيفار ميتال للعمل في مجال تقطيع المعادن بالليزر وذلك في العام 2018، وقد أضافا للشركة مجالات أخرى مثل (تشكيل المعادن، وخدمات المصانع، وصناعة تانكات الإستليس ستيل، وصناعة تانكات الأدوية).

## سيفار ميتال حالياً
حالياً تمتلك سيفار ميتال مصنعاً في مدينة السادس من أكتوبر بجمهورية مصر العربية.